# Нецвијеће
Нецвијеће је насељено мјесто у граду Требиње, Република Српска, БиХ. Према попису становништва из 1991. у насељу је живјело 110 становника.

## Географија
Мјесто Нецвијеће се налази 6,5 километара од града Требиња. Мјесто краси велико поље кога кружно, углавном насељава чувена породица Нинковић, а затим породице Брковић и Томовић. У селу се налази црква Успења Пресвете Богородице, подигнута 1897. године. Сваке године, 10. септембра се обиљежава празник цркве.

## Становништво
| Демографија | Демографија | Демографија |
| Година      | Становника  | Становника  |
| ----------- | ----------- | ----------- |
| 1991.       | 110         |             |